# Mesties

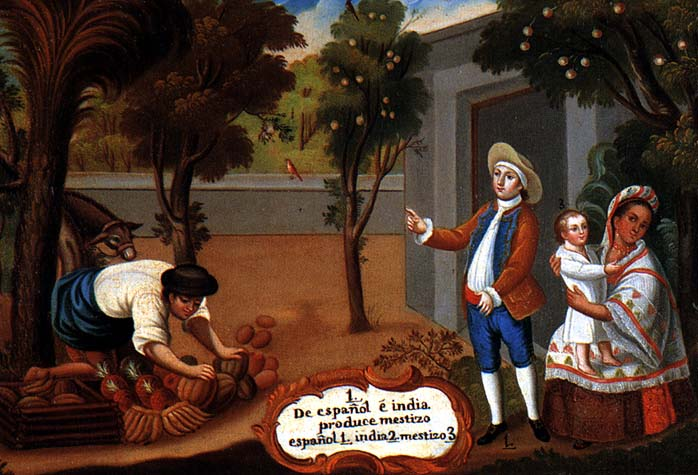
Spaans en Indiaans geeft mesties, een Spaans-koloniale afbeelding

Een mesties (Spaans: mestizo, Portugees: mestiço, Frans: métis, Engels: mestee) is een persoon geboren uit een Europese, vaak Spaanse of Portugese, vader en een Indiaanse moeder of omgekeerd. In bredere zin wordt iedereen van gemengde etnische afkomst wel mesties genoemd. Het woord is afgeleid van mixtus, het verleden deelwoord van het Latijnse miscere (mengen).
Het proces van vermenging van Europese en Indiaanse achtergronden wordt mestizaje genoemd. Mestizaje wordt niet alleen als een raciaal of etnisch proces gezien, maar vooral ook cultureel. In zaken als voedsel, muziek, kleding, etc. vindt immers ook vermenging van Europees en Indiaans plaats. De bekendste filosoof van het mestizaje is de Mexicaan José Vasconcelos, die in zijn essay La raza cósmica (Het kosmische ras) de mesties het vijfde ras noemde, dat volgens hem het beste van alle rassen samenbracht en waaraan de toekomst toebehoort.

## Koloniale oorsprong

### Zuid-Amerika
In tegenstelling tot bijvoorbeeld de Engelse koloniën in Noord-Amerika en de Verenigde Staten heeft in Zuid-Amerika vanaf het eerste begin van de kolonisatie al rassenvermenging plaatsgevonden. Dit is nooit als een probleem gezien en werd zelfs aangemoedigd door de koloniale autoriteiten. Een groot deel van de bevolking van Latijns-Amerika bestaat uit mestiezen. In veel gebieden, zoals Mexico, Venezuela en Colombia is de rasvermenging zo ver voortgeschreden dat er nauwelijks nog zuivere blanken en Indianen zijn. In andere Latijns-Amerikaanse landen, waaronder Guatemala en Bolivia, bestaat er echter nog een sterke scheiding tussen Europeanen en Indianen en worden de mestiezen tot de "blanken" gerekend; het criterium is hier niet zo zeer het ras als wel de taal: "Indiaan" is wie een Indiaanse taal spreekt, "blank" is wie Spaans spreekt. Het land met het grootste percentage mestiezen is Paraguay (95%), terwijl in Uruguay (8%) nauwelijks mestiezen wonen.

### Centraal-Amerika
In Centraal-Amerika worden mestiezen, soms samen met Europeanen, wel ladinos genoemd. Personen die deels van Europese en deels van Afrikaanse voorouders afstammen worden mulatten genoemd, personen deels Afrikaans deels Indiaans zijn worden zambo's genoemd.

### Nederlands-Indië
Ook mengbloeden uit voormalig Nederlands-Indië werden mestiezen genoemd voordat het begrip Indo-Europeaan in de negentiende eeuw zijn intrede deed. De VOC gebruikte het verbasterde mesties en mestiezen omdat het Portugees en de pidginvormen van het Portugees in de gekoloniseerde gebieden lingua franca waren. De eerste mestiezen in Indië en de mestiezen uit de gebieden die later veroverd werden op de Portugezen, zoals Malakka, waren vaak van Portugese afkomst. Wettelijk werd een deel van de mestiezen tot de Mardijkers gerekend en ook zo genoemd.
Tegenwoordig worden de termen "mestiezensamenleving" en "mestiezencultuur" soms gebruikt wanneer het over de cultuur van de Indo-Europeanen gaat.

### Burundi, Congo, Rwanda
Kinderen geboren uit relaties van Belgen met Afrikaanse vrouwen, aangeduid met de vernederlandste term metissen uit het Frans métis, werden door de Belgische staat tegen hun wil bij hun moeder weggenomen en ondergebracht in weeshuizen en adoptiegezinnen in België. Verschillende kregen niet automatisch de Belgische nationaliteit en werden zo staatloos. 
De Belgische katholieke kerk excuseerde zich in 2017 bij de metiskinderen voor de rol die katholieke ordes en instellingen hadden gespeeld in de koloniale periode. Op 29 maart 2018 keurde de Kamer van volksvertegenwoordigers unaniem een “Metis-resolutie” goed, waarna premier Charles Michel aan de betrokken kinderen zijn verontschuldigingen aanbood. In lijn met de resolutie werden maatregelen getroffen om de betrokkenen toegang te verlenen tot hun persoonlijk dossier. Een eis tot schadeloosstelling van vijf metissenvrouwen tegen de Belgische staat werd echter door de burgerlijke rechtbank van Brussel op 8 december 2021 verworpen wegens “verjaard” en “andere tijdsgeest”. Op 2 december 2024 herriep het Hof van Beroep van Brussel deze beslissing omdat op basis van internationale principes die erkend zijn door de Verenigde Naties volgens hun de zaak niet verjaard was. Het hof veroordeelde de Belgische staat alsnog voor de systematische ontvoering van 'metissenkinderen' in Congo. De vijf vrouwen die de zaak hadden aangespannen, kregen schadevergoedingen omwille van het verlies van de band met hun moeder en de "aanslag op hun identiteit en op de band met hun land van oorsprong".

### Andere landen
In de Verenigde Staten bestaan ook mestiezen, maar daar is die term minder gebruikelijk. Het woord mestee wordt onder andere gebruikt voor mensen die blanke, zwarte én Indiaanse voorouders hebben. In Canada worden zij métis genoemd, en zijn ze samen met Indianen en Inuit erkend als de drie inheemse bevolkingsgroepen van het land. Op de Filipijnen wordt de term mestizo gebruikt voor personen die deels van Spaanse of Chinese en deels van inheems Filipijnse afkomst zijn.